# Davalija
Davalija (stopala paprati, pauk biljka, zečja šapa, lat. Davallia), biljni rod od četrdesetak vrsta zimzelenih i poluzimzelenih trajnica iz porodice davalijevki (Davalliaceae). Davalije su epifitne papratnjače koje pripadaju redu osladolike.
Neke od njezinih vrsta, kao D. canariensis, uzgajaju se i kao kućno ukrasno bilje.  Ima vunasto dlakave rizome nalik nogama tarantule, koji puze po tlu, pa je nazivaju i pauk biljka, zečja šapa i stopala paprati.

## Vrste
1. Davallia angustata Wall.
2. Davallia assamica (Bedd.) Baker
3. Davallia beddomei Hope
4. Davallia borneensis (Hook.) J. Sm.
5. Davallia brassii (Copel.) Noot.
6. Davallia brevipes Copel.
7. Davallia bullata Wall.
8. Davallia canariensis (L.) Sm.
9. Davallia chaerophylloides (Poir.) Steud.
10. Davallia chingiae (Ching) comb. ined.
11. Davallia chrysanthemifolia Hayata
12. Davallia corniculata T. Moore
13. Davallia cumingii Hook.
14. Davallia denticulata (Burm. fil.) Mett. ex Kuhn
15. Davallia dimorpha (Copel.) Holttum
16. Davallia divaricata Blume
17. Davallia embolostegia Copel.
18. Davallia epiphylla (G. Forst.) Spreng.
19. Davallia faberiana (C. Chr.) comb. ined.
20. Davallia falcinella C. Presl
21. Davallia fejeensis Hook.
22. Davallia graeffei Luerss.
23. Davallia griffithiana Hook.
24. Davallia heterophylla Sm.
25. Davallia hookeri (Bedd.) X. C. Zhang
26. Davallia hymenophylloides (Blume) Kuhn
27. Davallia kinabaluensis (Copel.) C. W. Chen
28. Davallia leptocarpa Mett. ex Kuhn
29. Davallia lorrainii Hance
30. Davallia membranulosa Wall.
31. Davallia multidentata Wall. ex Hook. & Baker
32. Davallia napoensis F. G. Wang & F. W. Xing
33. Davallia novoguineensis (Rosenst.) comb. ined.
34. Davallia parvula Wall.
35. Davallia pectinata Sm.
36. Davallia pentaphylla Blume
37. Davallia perdurans Christ
38. Davallia platylepis Baker
39. Davallia pubescens C. W. Chen
40. Davallia pulchra D. Don
41. Davallia pusilla Mett.
42. Davallia pusilloides (Copel.) Parris
43. Davallia pyxidata Cav.
44. Davallia repens (L. fil.) Kuhn
45. Davallia rouffaeriensis Noot.
46. Davallia seramensis (M. Kato) comb. ined.
47. Davallia seramensis M. Kato
48. Davallia serrata Willd.
49. Davallia sessilifolia Blume
50. Davallia sessilifolioides M. Kato
51. Davallia similis (Copel.) Chen
52. Davallia sinensis (Christ) Ching
53. Davallia solida (G. Forst.) Sw.
54. Davallia speciosa Mett. ex Kuhn
55. Davallia squamata (Decne.) Mazumdar & Vijayakanth
56. Davallia subvestita (C. Chr.) Parris
57. Davallia tasmanii Field
58. Davallia trichomanoides Blume
59. Davallia triphylla Hook.
60. Davallia tyermannii (T. Moore) H. J. Veitch
61. Davallia undulata (Alderw.) Noot.
62. Davallia urceolata (Copel.) comb. ined.
63. Davallia viscidula Mett. ex Kuhn
64. Davallia wagneriana Copel.
65. Davallia yunnanensis Christ